# 234 Барбара
234 Барбара (234 Barbara) — астероїд головного поясу, відкритий 12 серпня 1883 року К. Г. Ф. Петерсом.